# Shadow Watch
Shadow Watch — компьютерная игра, выпущенная на платформе Microsoft Windows в 2000 году компанией Red Storm Entertainment.

## Сюжет
Игрок противостоит заговору, который может остановить постройку Международной космической станции. Игра основана на романе Тома Клэнси «Shadow Watch» из серии «Игры во власть» (англ. Power Plays).

## Игровой процесс
Команда игрока состоит из шести оперативников, у каждого из которых имеется специализированный навык. Эти навыки могут быть улучшены после набора достаточного количества очков опыта.
Миссии в игре являются частично случайными и сюжетная линия может разделиться на несколько веток. Большинство миссий предполагают убийство всех врагов, но возможны и миссии, связанные с похищением пакета с документами, освобождением заложника и защитой определённой территории. У миссий есть уровень сложности и допустимый уровень тревоги. Некоторые миссии автоматически считаются проваленными, если была поднята тревога.
У персонажей есть определённое число очков действия (ОД). Большая часть действий (выстрел из оружия, открытие двери) требуют 1 ОД, но некоторые требуют большего числа. Персонажи могут быть ранены, тяжёлые ранения приводят к провалу миссии.

## Восприятие
| Сводный рейтинг       | Сводный рейтинг |
| Агрегатор             | Оценка          |
| --------------------- | --------------- |
| GameRankings          | 62,26 %         |
| MobyRank              | 65/100          |
| Иноязычные издания    |                 |
| Издание               | Оценка          |
| AllGame               | [ 2 ]           |
| CGW                   | [ 1 ]           |
| GameFan               | 65/100          |
| GamePro               | [ 1 ]           |
| GameSpot              | 7,0/10          |
| GameSpy               | 54              |
| GameZone              | 7/10            |
| IGN                   | 8,4/10          |
| PC Gamer (US)         | 71 %            |
| Gamer's Pulse         | 86/100          |
| Русскоязычные издания |                 |
| Издание               | Оценка          |
| Absolute Games        | 75 %            |
| Game.EXE              | [ 9 ]           |
| «НИМ»                 | 2,0/10          |
| «Страна игр»          | 6,5/10          |

Игра получила смешанные оценки критиков. В обзоре IGN акцент делается на интригующем сюжете и особенностях графического дизайна, выполненного в стиле комикса. Отмечается также сходство игрового процесса с серией X-COM, однако указывается, что, помимо тактических миссий, в игре присутствует сюжетная линия.
В обзоре Absolute Games также отмечается оригинальность игрового сюжета, красота анимации и графического дизайна, а также саундтрек. Самым большим недостатком игры обозреватель называет отсутствие многопользовательского режима.
Обзор GameSpy, отмечая достоинства сюжета, графики и звукового оформления игры, указывает на существенные недостатки в боевой системе, связанные с неудобством интерфейса и внезапным появлением врагов в уже пройденных областях.
В обзоре журнала «Навигатор игрового мира» игра оценена крайне негативно («Рекомендуется вообще не играть»). Автор обзора основывает своё мнение на отсутствии у игры оригинальности, малом влиянии выбора игрока на игровой процесс, а также серьёзных недостатков интерфейса игры.